# 海雷丁
43°36′N 23°40′E / 43.600°N 23.667°E

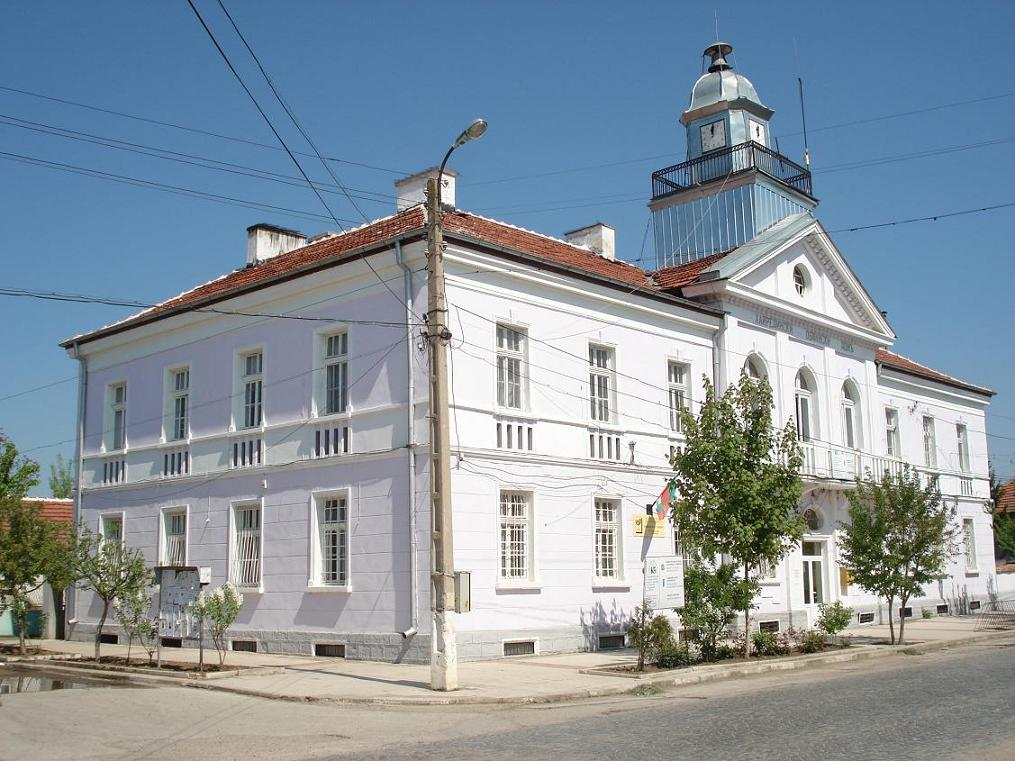

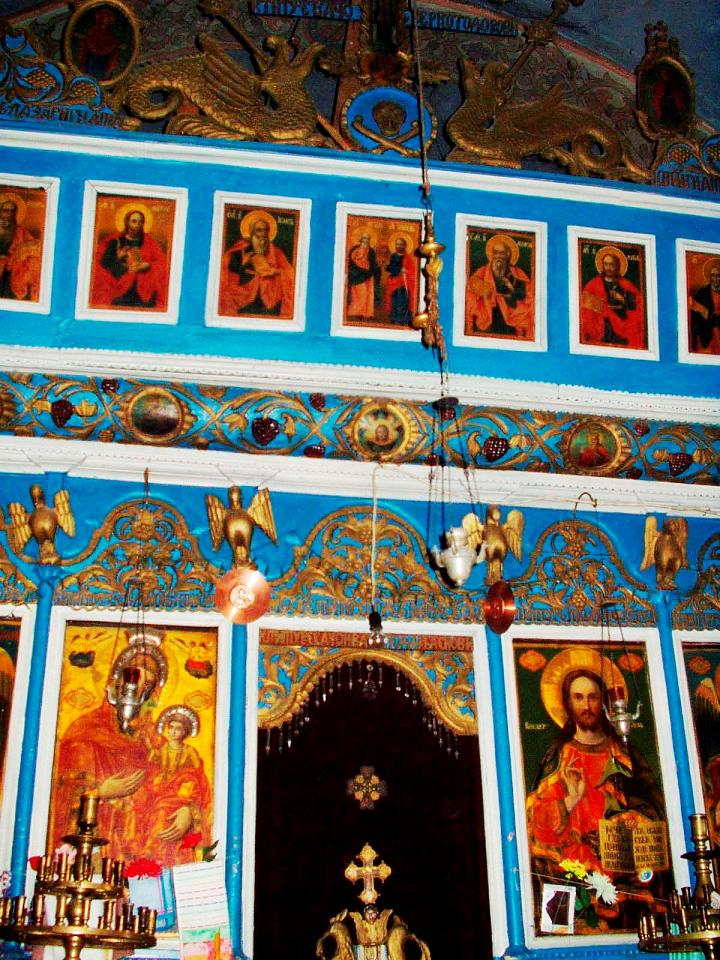

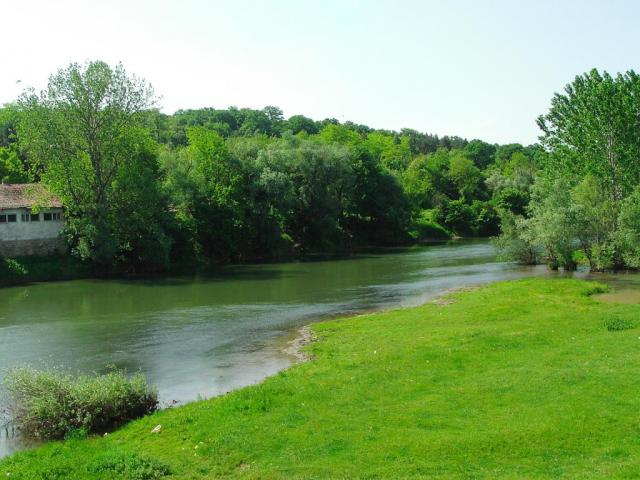

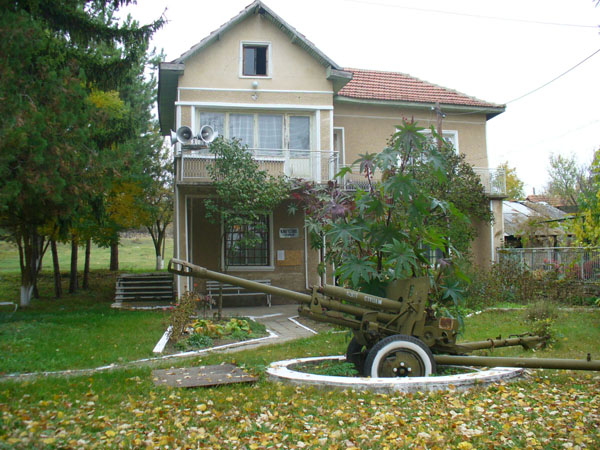

海雷丁，是保加利亞西北部弗拉察州海雷丁市鎮的村庄及行政中心，面積56.74平方公里，海拔高度53米，2015年人口1,471，人口密度每平方公里25.93人。